# サンドロ・マッツォーラ
アレッサンドロ（サンドロ）・マッツォーラ（Alessandro "Sandro" Mazzola、1942年11月8日 - ）は、イタリア出身のサッカー選手。現在はイタリア国営放送局RAIにてサッカー解説者を務める。
1960年代の「グランデ・インテル」における中心選手。
父のヴァレンティーノ・マッツォーラはACトリノのキャプテンを務めたサッカー選手であったが、1949年、サンドロが6歳の時に飛行機事故（スペルガの悲劇参照）で他界している。

## 経歴

### クラブ
ミラノ近郊出身だがACトリノで活躍した父ヴァレンティーノとは逆に、トリノ出身のサンドロはミラノのインテルですべてのキャリアを全うした。それは、あまりに偉大な父ヴァレンティーノとの比較を本人が嫌ったためである。しかし、その能力は父と比べても決して見劣りすることはなく、グランデ・インテルに欠かすことのできない選手の一人となった。
インテルでの通算成績は418試合116得点。セリエAデビューは1961年6月10日のユヴェントス戦。4回のセリエA（1962-63、1964-65、1965-66、1970-71）、2回のUEFAチャンピオンズカップ（1963-64、1964-65）、2回のインターコンチネンタルカップ（1964年、1965年）を獲得。1964-65シーズンには得点王に輝いている。
インテルが初めて欧州チャンピオンとなった1963-64シーズンのチャンピオンズカップ決勝のレアル・マドリード戦では、先制点と3点目を挙げる活躍で3-1の勝利の立役者となった。
晩年は、その視野の広さからゲームメーカーとしてトップ下でプレーした。

### イタリア代表
イタリア代表としての通算成績は70試合22得点。デビューは1963年5月12日のブラジル代表戦。1966年、1970年、1974年の3回のワールドカップに出場。同時代のライバル、ジャンニ・リベラとのポジション争いは熾烈だった。
1966年W杯では北朝鮮代表に敗れるという不覚を取るが、プレイメーカーとして起用された1968年欧州選手権では優勝に貢献。これ以降、イタリア代表でのサンドロはプレイメーカーとして定着。1970年W杯では決勝に進出するも、ペレ擁するブラジルに敗れ、準優勝に終わった。